# La Estrella, Oaxaca
La Estrella är en ort i Mexiko.   Den ligger i kommunen Acatlán de Pérez Figueroa och delstaten Oaxaca, i den sydöstra delen av landet, 280 km öster om huvudstaden Mexico City. La Estrella ligger 150 meter över havet och antalet invånare är 155.
Terrängen runt La Estrella är kuperad söderut, men norrut är den platt. Runt La Estrella är det ganska tätbefolkat, med 75 invånare per kvadratkilometer. Närmaste större samhälle är Cosolapa, 6,9 km nordväst om La Estrella. Omgivningarna runt La Estrella är en mosaik av jordbruksmark och naturlig växtlighet.